# محاكمة علي بابا (فلم)
محاكمة علي بابا، فيلم مصري من إنتاج العام 1987، بطولة يحيى الفخراني وإسعاد يونس، من تأليف أحمد رجب وسيناريو وحوار عاطف بشاي وإخراج إبراهيم الشقنقيري.

## القصة
كوكي هو طفل صغير في المدرسة تروي له معلمته قصة علي بابا و الأربعين حرامي ، لكنه لا يصدق أن علي بابا بطل ويريد أن يحاكمه على جرائمه.

## فريق العمل
- يحيى الفخراني .. صلاح سليمان
- إسعاد يونس .. مديحة
- نادية عزت
- مؤمن حسن .. تامر
- وائل حسن .. طارق
- طارق الفخراني .. كوكي

## روابط خارجية
- مقالات تستعمل روابط فنية بلا صلة مع ويكي بيانات